# فياض محمود
فياض محمود، لاعب كرة قدم بحريني سابق.
و قد لعب مع نادي النجمة البحريني، وأحترف في موسم 1998/1999 في نادي الكويت، وهو أول لاعب بحريني يحترف في الخارج.
و قد لعب مع منتخب البحرين لكرة القدم.

## كأس الخليج

### كأس الخليج 1988
و قد سجل هدف في مرمى منتخب الكويت لكرة القدم.

### كأس الخليج 1990
و قد سجل هدف في مرمى منتخب الإمارات لكرة القدم.

### كأس الخليج 1994
و قد سجل هدف في مرمى منتخب الكويت لكرة القدم، وقد سجل هدف في مرمى منتخب عمان لكرة القدم.

## روابط خارجية
- فياض محمود على موقع عالم كرة القدم.نت (الإنجليزية)
- فياض محمود على موقع كووورة